# Maurice Devriendt
Maurice Ernest Devriendt (Blankenberge, 9 augustus 1894 - 4 mei 1978) was een Belgisch volksvertegenwoordiger, senator en burgemeester van Blankenberge.

## Levensloop
Devriendt was hotelier in Blankenberge en nam een voorname plaats in de plaatselijke en nationale horecaverenigingen in.
Voor de Tweede Wereldoorlog was hij voorzitter van de Commissie van openbare Onderstand van de gemeente en ondervoorzitter van de Rode-Kruisafdeling in Blankenberge. Vanaf 1938 was hij hoofd van de lokale Luchtbescherming, maar werd door de bezetter uit die functie verdreven. Hij bleef diensthoofd van Winterhulp.
Bij de verkiezingen van 1946 werd hij tot gemeenteraadslid verkozen en onmiddellijk tot burgemeester benoemd. Hij bleef dit ambt 24 jaar uitoefenen, tot in 1970. Hij leidde de heropbouw van Blankenberge, na de verwoestingen veroorzaakt tijdens de Tweede Wereldoorlog en zorgde voor de modernisering van de infrastructuur en de collectieve voorzieningen.
Bij wetgevende verkiezingen stond hij steeds, vaak op onverkiesbare plaatsen of strijdplaatsen op de lijsten van de CVP. In 1950 werd hij tot provinciaal senator verkozen. Hij werd rechtstreeks verkozen tot volksvertegenwoordiger in 1958 en bleef zetelen tot in 1961. In het parlement ging zijn aandacht vooral naar het toerisme en naar de noden van de kustgemeenten.